# Onychostoma gerlachi
Onychostoma gerlachi és una espècie de peix cipriniforme de la família dels ciprínids.

## Morfologia
Els mascles poden assolir els 26,5 cm de longitud total.

## Distribució geogràfica
Es troba a Àsia.